# Walhère d'Onhaye
Saint Walhère d'Onhaye, né à Bouvignes (Belgique) au XIIe siècle et mort assassiné le 23 juin 1199, est un saint prêtre de l'Église catholique. Liturgiquement il est localement commémoré le 23 juin.

## Historique
Une tradition peu certaine rapporte que le saint prêtre fut assassiné par un confrère (prêtre) auquel il reprochait un style de vie dévergondé, et appelait à la conversion des mœurs. Cela se passait alors qu’ils traversaient la Meuse.
Saint Walhère est vénéré dans l'église Saint-Martin d'Onhaye et à Bouvignes. Une marche est organisée chaque année en son honneur à Hemptinne et à Gourdinne dans la province de Namur, en Belgique.

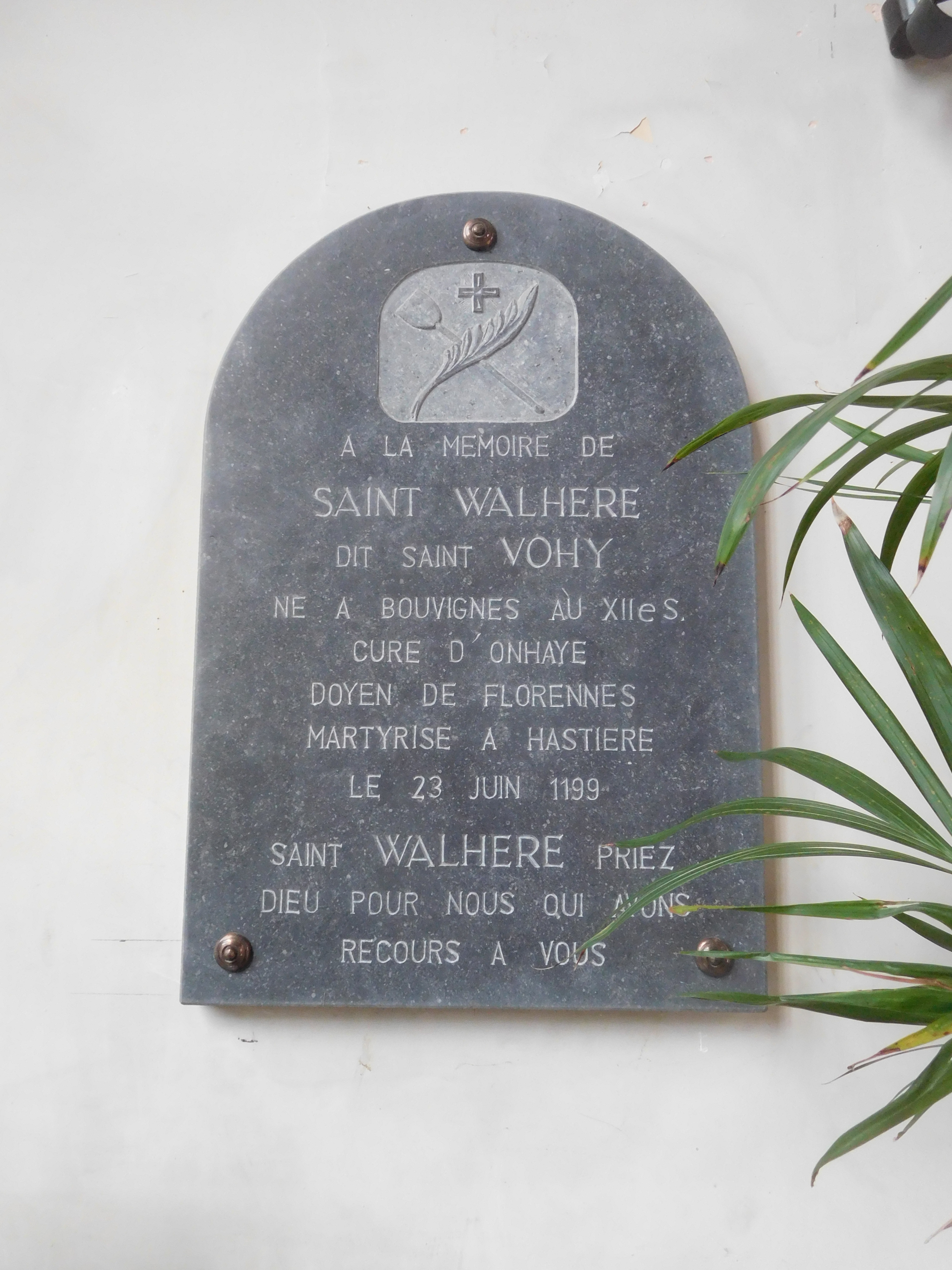
Plaque se trouvant dans l'église de Bouvignes-sur-Meuse